# عبد الرحمن الحاج إبراهيم
عبد الرحمن الحاج إبراهيم (1868–1949) سياسي فلسطيني، وُلد في مدينة طولكرم الفلسطينية، يعد أحد أبرز رجالات الحركة الوطنية الفلسطينية في القرن العشرين، وأحد أعلام فلسطين، وكان عضوًا في مجلس عموم ولاية بيروت، وعضوًا في البعثة العلمية الشامية إلى إستانبول عام 1915، ورئيسًا لبلدية طولكرم منذ عام 1905 وحتى عام 1938.

## سيرته
وُلد عبد الرحمن الحاج إبراهيم عام 1868 في مدينة طولكرم، وتلقى تعليمه في مدارس المدينة ثم التحق بالكلية العربية في القدس، وعمل قاضيًا شرعيًا إسلاميًا، وقد كان يجيد اللغتين العربية والعثمانية.
تولى منصب رئيس بلدية طولكرم مُنذ عام 1905 وحتى عام 1938 وذلك لستةِ مجالسَ بلديةٍ متتالية؛ وهي (مجلس 1905–1909) و(مجلس 1909–1911) و(مجلس 1911–1913) و(مجلس 1913–1920) و(مجلس 1920–1927) و(مجلس 1927–1938).
كان عبد الرحمن الحاج إبراهيم زعيمُ قضاء طولكرم في فلسطين، وأحد أبرز رجالات الحركة الوطنية الفلسطينية في القرن العشرين، ومنذ عام 1908 وحتى انهيار الحُكم العثماني في فلسطين كان رئيسًا "للجنة هيئة المبعوثان العثمانية" في قضاء طولكرم وهي اللجنة التي تولت عدة مهام منها الإشراف والمراقبة على الانتخابات النيابية التي عُقدت في القضاء، وفي عام 1909 كان من زعماء الحركة المؤيدة لجمعية الاتحاد والترقي في فلسطين.
كان عبد الرحمن لسنواتٍ عديدةٍ متتالية عضوًا عن منطقة فلسطين في مجلس عموم ولاية بيروت في الدولة العثمانية، كأحد أرفع المناصب السياسية في ذلك الزمن، وقد استمر بمنصبه هذا إلى أن انهارت الدولة العثمانية في حوالي العام 1918.
في سبتمبر 1915 كان عبد الرحمن الحاج إبراهيم أحد أعضاء "البعثة العلمية الشامية إلى إستانبول" برئاسة الشيخ أسعد الشقيري، وهي البعثة التي ضمت كبار السياسيين والأُدباء والعُلماء والمشايخ والصحافيين في بلاد الشام، والتي كان أحد أهدافها الرئيسية "عرض إخلاص السوريين على سدة الخلافة الإسلامية الكبرى"، وقد حظي الوفد باهتمام المسؤولين العثمانيين.

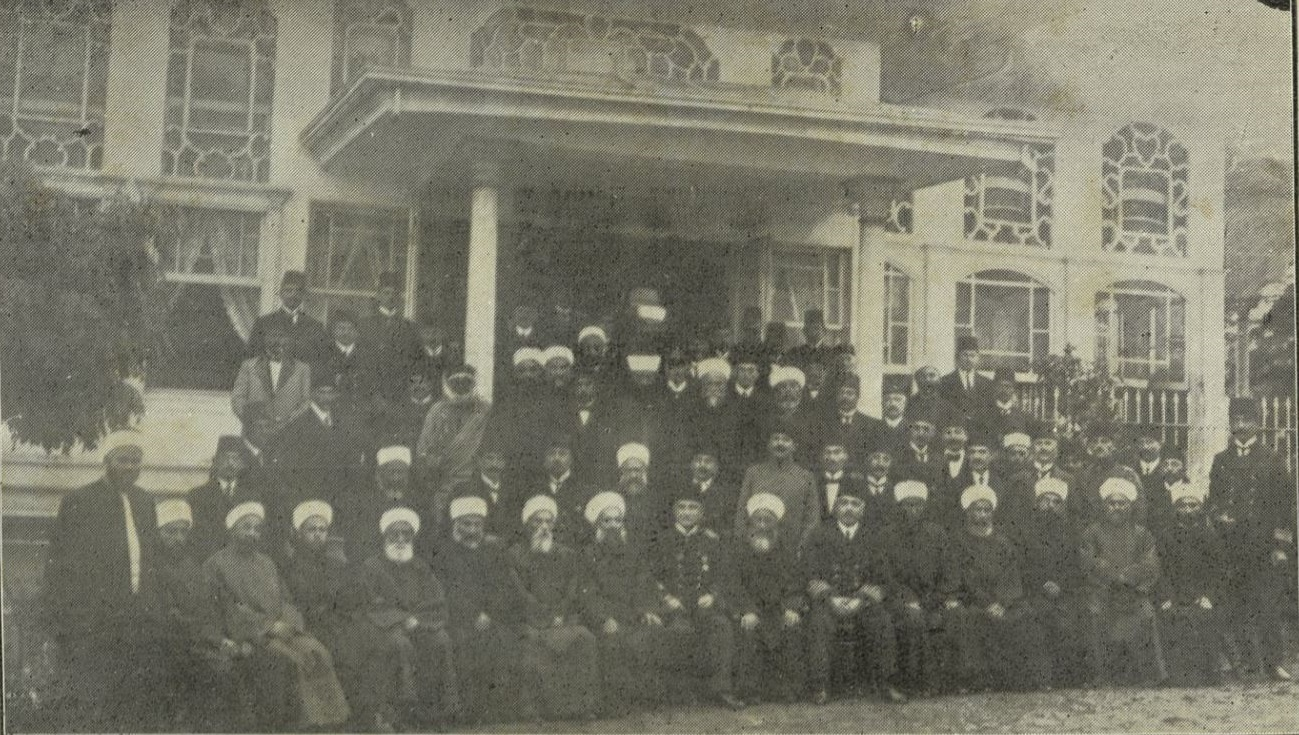
البعثة العلمية الشامية إلى إستانبول وبينهم عبد الرحمن الحاج إبراهيم، 1915.

## أوسمة
- في 31 أكتوبر 1915 صدرت إرادة عن سلطان الدولة العثمانية محمد رشاد الخامس وبتصديق من الصدر الأعظم سعيد حليم باشا تقضي بمنح رئيس بلدية طولكرم عبد الرحمن الحاج إبراهيم وسام اللياقة العثماني من الدرجة الفضية وذلك تقديرًا لدوره ومشاركته في البعثة العلمية الشامية إلى إستانبول، وقد تسلم عبد الرحمن الوسام في إستانبول عقب صدور الإرادة وخلال تواجده فيها ضمن البعثة العلمية الشامية.[10]

- وفي مايو 1921 منحته بريطانيا وسام الإمبراطورية البريطانية برتبة ضابط وذلك "تقديرًا لمسيرته السياسية والعامة التي أداها لفلسطين".[20][21][22]

## محاولة اغتياله
في 2 ديسمبر 1937 أُطلِقَ النار على منزل عبد الرحمن في مدينة طولكرم، وقد كان في المنزل لحظة إطلاق النار الشيخ "خالد العمر" الذي أصيب بجراحٍ حينها، قبل أن تهرعَ قوةٌ من الشرطة للمنزل وتشتبك اشتباكًا عنيفًا مع المسلحين الذين انسحبوا من محيط المنزل.

## وفاته
تُوفي عبد الرحمن الحاج إبراهيم عام 1949 في مدينة طولكرم عن عمرٍ ناهز حوالي 81 عامًا.

## حياته الشخصية
عبد الرحمن الحاج إبراهيم متزوج من "زينب البشناق"، وله عددٌ من الأولاد من أبرزهم السياسي الفلسطيني سليم الحاج إبراهيم المولود في طولكرم عام 1895 وهو أحد أبرز زعماء الحركة الوطنية الفلسطينية في القرن العشرين، كما أن لعبد الرحمن الحاج إبراهيم مجموعة من الأحفاد من أبرزهم حفيده الذي حمل اسمه "عبد الرحمن سميح عبد الرحمن الحاج إبراهيم" وهو عالم سياسة وبروفيسور من مواليد طولكرم في 27 فبراير 1958 وتولى سابقًا عدة مناصب في جامعة بيرزيت منها عميدًا لكلية الحقوق والإدارة العامة ورئيسًا لقسم العلوم السياسية فيها.

## منشورات بعد وفاته
عام 2009 صدر للراحل عبد الرحمن الحاج إبراهيم كتاب "الانتخابات في فلسطين في أواخر العصر العثماني وأوائل الاحتلال البريطاني من خلال سجل محاضر الانتخابات في قضاء طولكرم" عن دار ورد للنشر والتوزيع في العاصمة الأردنية عمان، حيث كتب عبد الرحمن الحاج إبراهيم هذه المحاضر في تلك الحقبة، في حين جمع وحقق الكتاب ونشره كُلٌ من حفيده عالم السياسة "عبد الرحمن سميح عبد الرحمن الحاج إبراهيم" والكاتب "محمود سعيد الأشقر" والمؤرخ زهير غنايم.
وفي مايو 2021 تمكن المتحف الفلسطيني من الحصول على مجموعة مذكرات يومية لعبد الرحمن الحاج إبراهيم كان قد كتبها بخط يده خلال الفترة الزمنية المُمتدة منذ عام 1926 وحتى وفاته عام 1949، وقد قام المتحف الفلسطيني بالأرشفة الرقمية لهذه المذكرات، ثم بعد ذلك بعدة أشهر احتفى المتحف بإطلاق وإتاحة هذه المذكرات إلكترونيًا للعامة عبر منصته الإلكترونية المعروفة باسم "أرشيف المتحف الفلسطيني الرقمي".